# Campionatul European de Cros din 2004
A 11-a ediție a Campionatului European de Cros s-a desfășurat pe 12 decembrie 2004 la Heringsdorf, Germania. Au participat 361 de sportivi din 27 de țări.

## Rezultate

### Masculin
| Loc   | Sportiv                | Timp  |
| ----- | ---------------------- | ----- |
|       | Serghei Lebid          | 27:31 |
|       | Juan Carlos de la Ossa | 27:54 |
|       | Driss Maazouzi         | 28:05 |
| 4     | Günther Weidlinger     | 28:08 |
| 5     | Mounir el Housni       | 28:14 |
| 6     | Mustapha Essaïd        | 28:23 |
| 7     | Karl Keska             | 28:23 |
| 8     | Umberto Pusterla       | 28:24 |
| 9     | Tom van Hooste         | 28:25 |
| 10    | Serghei Emelianov      | 28:25 |
| [...] |                        |       |
| 25    | Adrian Maghiar         | 28:40 |
| 39    | Marius Ionescu         | 28:57 |
| 43    | Marcel Ionașcu         | 29:02 |
| 61    | Cristinel Irimia       | 29:30 |
| –     | Cosmin Șuteu           | NT    |

| Loc   | Țară | Puncte                    |
| ----- | --- | ------------------------- |
|       | Franța Driss Maazouzi Mounir El Housni Mustapha Essaïd Mokhtar Benhari David Ramard Mohamed El Ghazouani    | 28 3 5 6 14 (24) (34)     |
|       | Italia Umberto Pusterla Maurizio Leone Michele Gamba Gabriele De Nard Luciano Di Pardo Giuliano Battocletti | 50 8 12 13 17 (59) (50)   |
|       | Regatul Unit Karl Keska Mo Farah Christopher Thompson Peter Riley Keith Cullen Matthew Lole                 | 63 7 15 18 23 (36) (68)   |
| 4     | Spania Juan Carlos de la Ossa Ricardo Serrano Iván Galán José Manuel Martínez Luis Alberto Miguel José Ríos | 71 2 16 21 32 (33) (44)   |
| 5     | Portugalia Fernando Silva José Maduro Ricardo Ribas Manuel Silva Manuel Damião Pedro Miguel Ribeiro         | 104 11 20 28 45 (63) (72) |
| 6     | Rusia Serghei Emelianov Serghei Ivanov Oleg Kulkov Pavel Naumov Aleksei Reunkov                             | 114 10 31 35 38 (48)      |
| [...] | |                           |
| 10    | România · Adrian Maghiar · Marius Ionescu · Marcel Ionașcu · Cristinel Irimia · Cosmin Șuteu                | 168 25 39 43 61 (57) (NT) |

### Feminin
| Loc | Sportivă            | Timp  |
| --- | ------------------- | ----- |
|     | Hayley Yelling      | 22:04 |
|     | Justyna Bąk         | 22:13 |
|     | Jo Pavey            | 22:26 |
| 4   | Mihaela Botezan     | 22:36 |
| 5   | Sabrina Mockenhaupt | 22:44 |
| 6   | Mónica Rosa         | 22:45 |
| 7   | Inês Monteiro       | 22:47 |
| 8   | Anikó Kálovics      | 22:49 |
| 9   | Maria Martins       | 22:50 |
| 10  | Anália Rosa         | 22:54 |

| Loc | Țară | Puncte                  |
| --- | --- | ----------------------- |
|     | Portugalia Mónica Rosa Inês Monteiro Anália Rosa Fernanda Ribeiro Jéssica Augusto Marina Bastos            | 38 6 7 10 15 (18) (25)  |
|     | Regatul Unit Hayley Yelling Joanne Pavey Natalie Harvey Helen Clitheroe Faye Fullerton Charlotte Dale      | 44 1 3 13 27 (49) (63)  |
|     | Franța Maria Martins Rkia Chébili Fatiha Klilech-Fauvel Rodica Moroianu Carmen Oliveras Christine Bardelle | 97 9 24 30 34 (46) (59) |
| 4   | Germania Sabrina Mockenhaupt Luminita Zaituc Susanne Ritter Julia Viellehner Stephanie Maier               | 97 5 23 28 41 (53)      |
| 5   | Ungaria Anikó Kálovics Krisztina Papp Lívia Tóth Simona Staicu Eszter Erdélyi                              | 106 8 22 37 39 (NT)     |
| 6   | Rusia Lilia Șobuhova Viktoria Klimina Galina Emelianova Alena Samohvalova Svetlana Ponomarenko             | 111 11 20 38 42 (57)    |

### Juniori
| Loc   | Sportiv             | Timp  |
| ----- | ------------------- | ----- |
|       | Barnabás Bene       | 20:52 |
|       | Evgheni Rîbakov     | 20:52 |
|       | Anatoli Rîbakov     | 20:53 |
| 4     | Łukasz Parszczyński | 20:58 |
| 5     | Mark Christie       | 21:04 |
| 6     | Ștefan Pătru        | 21:07 |
| 7     | Luke Gunn           | 21:09 |
| 8     | Andrew Ledwith      | 21:12 |
| 9     | Dušan Markešević    | 16:46 |
| 10    | Adam Hickey         | 16:46 |
| [...] |                     |       |
| 27    | Claudiu Petruș      | 17:05 |
| 29    | Ciprian Șuhanea     | 17:07 |
| 41    | Florin Gania        | 17:17 |
| 61    | Cristian Vorovenci  | 17:30 |

| Loc | Țară                                                                                          | Puncte                  |
| --- | --------------------------------------------------------------------------------------------- | ----------------------- |
|     | Rusia Evgheni Rîbakov Anatoli Rîbakov Stepan Kiseliov Aleksei Cistov Fiodor Șutov             | 42 2 3 15 22 (54)       |
|     | Irlanda Mark Christie Andrew Ledwith Danny Darcy Jamie McCarthy Joseph Sweeney Mark Hanrahan  | 54 5 7 11 31 (44) (56)  |
|     | Regatul Unit Luke Gunn Adam Hickey Mark Buckingham Ryan McLeod James Ellis Ryan Stephenson    | 62 8 10 21 23 (43) (91) |
| 4   | România · Ștefan Pătru · Claudiu Petruș · Ciprian Șuhanea · Florin Gania · Cristian Vorovenci | 103 6 27 29 41 (61)     |
| 5   | Italia Stefano La Rosa Marco Najibe Salami Martin Dematteis Daniele Meucci Giulio Iannone     | 124 18 20 38 48 (59)    |
| 6   | Polonia Łukasz Parszczyński Kamil Murzyn Hubert Pokrop Andrzej Pasternak Piotr Krupa          | 140 4 24 33 79 (88)     |

### Junioare
| Loc   | Sportivă         | Timp  |
| ----- | ---------------- | ----- |
|       | Binnaz Uslu      | 15:32 |
|       | Ancuța Bobocel   | 15:57 |
|       | Marta Romo       | 16:04 |
| 4     | Adrienne Herzog  | 16:06 |
| 5     | Ingunn Opsal     | 16:07 |
| 6     | Volha Minina     | 16:10 |
| 7     | Verena Dreier    | 16:20 |
| 8     | Hélene Guet      | 16:23 |
| 9     | Viktoria Ivanova | 11:54 |
| 10    | Claire Holme     | 11:55 |
| [...] |                  |       |
| 15    | Larisa Arcip     | 12:05 |
| 16    | Cătălina Oprea   | 12:07 |
| 18    | Paula Todoran    | 12:08 |
| 20    | Mihaela Susa     | 12:08 |
| 28    | Oana Mircea      | 12:12 |

| Loc | Țară | Puncte                   |
| --- | --- | ------------------------ |
|     | România · Ancuța Bobocel · Larisa Arcip · Cătălina Oprea · Paula Todoran · Mihaela Susa · Oana Mircea            | 51 2 15 16 18 (20) (28)  |
|     | Regatul Unit Claire Holme Rosie Smith Jennifer Pereira Katrina Wootton Lizzy Janes Sian Edwards                  | 64 10 12 19 23 (36) (43) |
|     | Rusia Viktoria Ivanova Reghina Hamzina Viktoria Haritonova Galina Maksimova Svetlana Starikova                   | 68 9 11 14 34 (65)       |
| 4   | Belarus Volha Minina Natallia Kareiva Volha Rezkaia Volha Kaminskaia                                             | 85 5 17 24 39            |
| 5   | Germania Verena Dreier Nadia Hamdouchi Regina Schnurrenberger Eva-Maria Stöwer Kerstin Marxen Cornelia Schwennen | 95 7 27 29 32 (67) (74)  |
| 6   | Franța Hélene Guet Élodie Guégan Fanchon Brouillet Jenny Leonard Latifa Amghough                                 | 121 8 22 44 47 (57)      |

## Clasament pe medalii
| Loc   | Țară         | Aur | Argint | Bronz | Total |
| ----- | ------------ | --- | ------ | ----- | ----- |
| 1     | Regatul Unit | 1   | 2      | 3     | 6     |
| 2     | Rusia        | 1   | 1      | 2     | 4     |
| 3     | România      | 1   | 1      | 0     | 2     |
| 4     | Franța       | 1   | 0      | 2     | 3     |
| 5     | Portugalia   | 1   | 0      | 0     | 1     |
| 5     | Turcia       | 1   | 0      | 0     | 1     |
| 5     | Ucraina      | 1   | 0      | 0     | 1     |
| 5     | Ungaria      | 1   | 0      | 0     | 1     |
| 9     | Spania       | 0   | 1      | 1     | 2     |
| 10    | Irlanda      | 0   | 1      | 0     | 1     |
| 10    | Italia       | 0   | 1      | 0     | 1     |
| 10    | Polonia      | 0   | 1      | 0     | 1     |
| Total | Total        | 8   | 8      | 8     | 24    |